# Třebíz
Třebíz (en allemand : Weißthurn) est une commune du district de Kladno, dans la région de Bohême-Centrale, en Tchéquie. Sa population s'élevait à 233 habitants en 2020.

## Géographie
Třebíz se trouve à 7 km au nord-ouest de Kralupy nad Vltavou, à 19 km au nord-est de Kladno et à 39 km au nord-ouest de Prague.
La commune est limitée par Klobuky au nord, par Neprobylice et Kutrovice à l'est, par Kutrovice, Kvílice et Plchov au sud, par Pozdeň au sud-ouest et par Hořešovice à l'ouest.

## Histoire
La première mention écrite de la localité date de 1318.

## Patrimoine

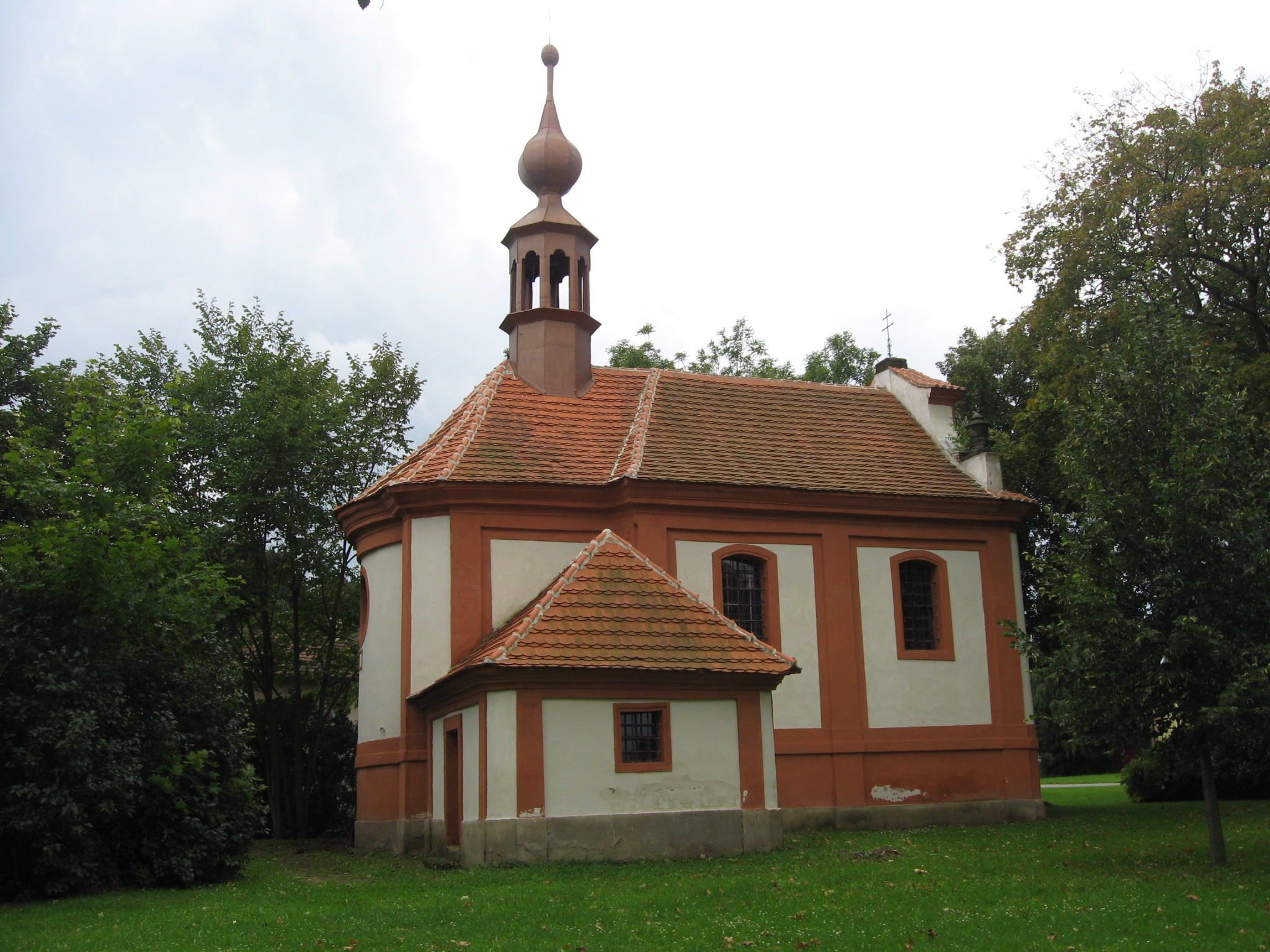
Église Saint-Martin.
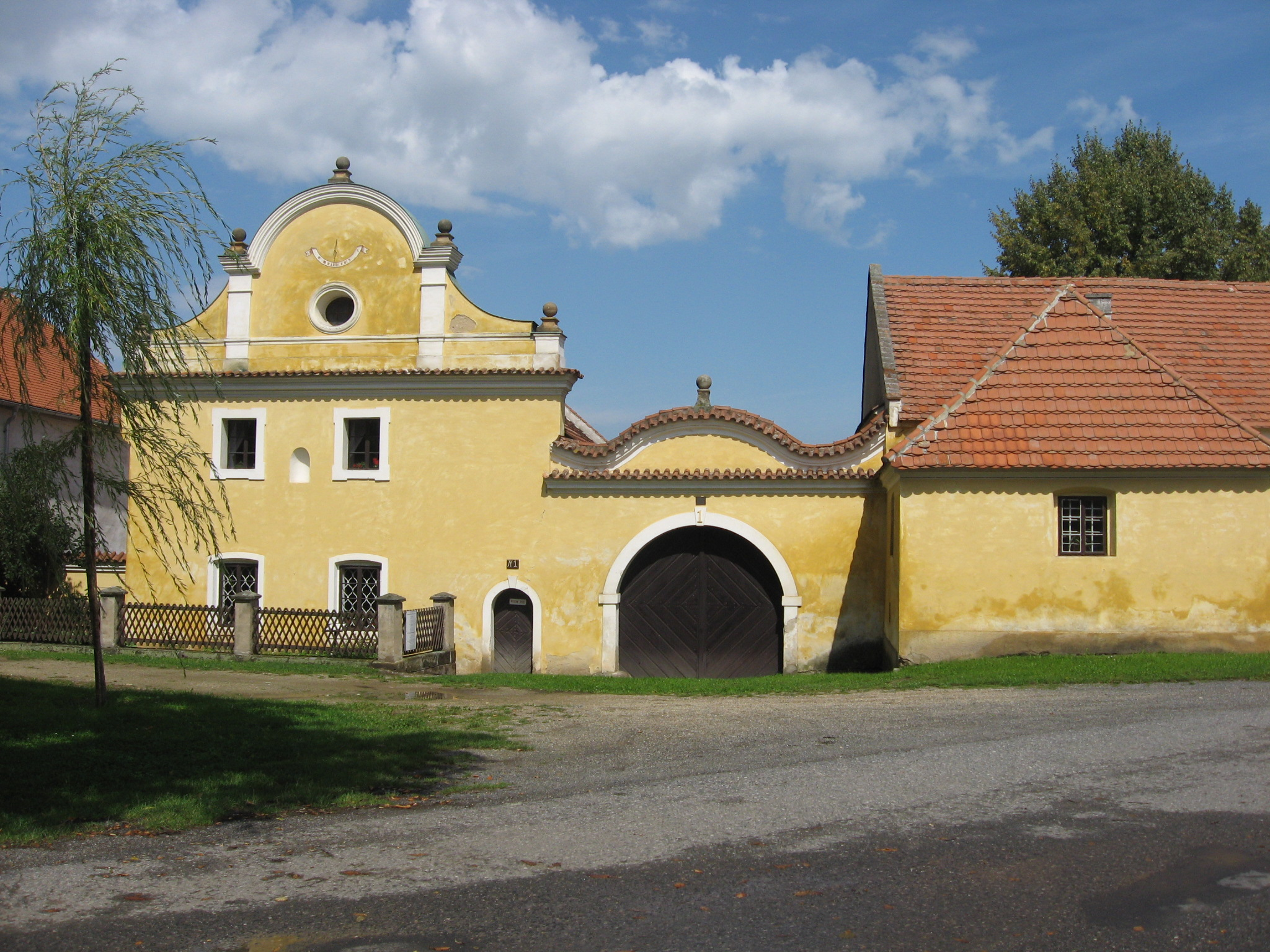
Architecture paysanne dite Selské baroko, car inspirée des formes baroques.